# Dermatofagia
La dermatofagia (in greco antico: δέρμα, lett. pelle, e φαγεία, lett. mangiare) o dermatodassia (in greco antico: δέρμα, lett. pelle, e δήξις, lett. mordere), conosciuto in passato anche come morso del lupo, è un disturbo compulsivo che consiste nel mordersi, staccare ed eventualmente mangiare poi la pelle nella zona delle dita. La ricerca contemporanea suggerisce un legame tra i disturbi del controllo degli impulsi e i disturbi ossessivo-compulsivi, e questo è stato affrontato nel DSM-5 quando la dermatofagia e altri disturbi correlati sono stati classificati come "altri disturbi ossessivo-compulsivi specificati" e gli viene data la classificazione specificazione del comportamento ripetitivo focalizzato sul corpo.
Le prime fonti mediche che trattano della dermatofagia come la conosciamo oggi risalgono al 1997, quando i dermatologi psicosomatici Michel Scott Jr. e Michel Scott III nella loro definizione del disturbo, descrivono che questa condizione non è molto affrontata dalla medicina.

## Comportamento

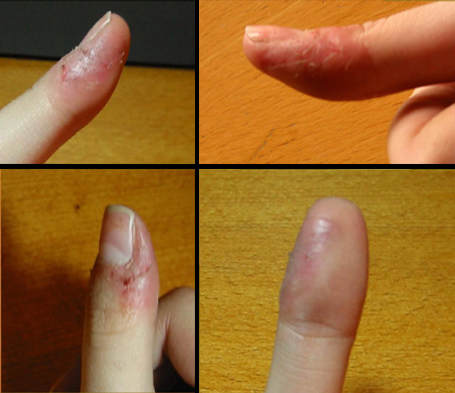
Le dita di una persona con dermatofagia. Dopo qualche tempo, i morsi ripetuti lasciano la pelle scolorita e sanguinante

Le persone affette da dermatofagia masticano la pelle per compulsione e possono farlo in una varietà di punti del corpo. Un comportamento tipico è attaccare la pelle che circonda le unghie e le articolazioni delle dita, a volte colpendo anche la pianta dei piedi e delle dita dei piedi, la gengiva interna, le guance e le labbra, causando possibili afte. Il problema può raggiungere anche le nocche delle dita, causando così problemi di sanguinamento o dolore solo muovendole. Se il comportamento viene lasciato incontrollato per un lungo periodo, si potrebbero sviluppare dei calli dove viene eseguita la maggior parte dei morsi.
La voglia di mordere la pelle può essere rafforzata da momenti di apprensione e da altri eventi spiacevoli. In particolare le vesciche potrebbero far nascere l'idea di voler strappare o mordere la pelle o le unghie interessate dal rigonfiamento, (poiché la pelle è morta e quindi viene staccata facilmente), comportamento però dannoso che potrebbe causare infezioni. Un altro disturbo, noto come dermatillomania a volte può accompagnare la dermatofagia, anche se tra loro c'è una notevole differenza, data proprio dal fatto che le persone con dermatofagia usano i morsi. Le persone a cui viene diagnosticato questo disturbo non sviluppano da subito ferite o ulcere sulle aree morse, né perdono pelle, ma sperimentano un ispessimento della pelle della zona colpita a causa dei morsi ripetuti e cicatrizzazioni, anche se possono essere soggette più facilmente ad infezioni, poiché quando si mordono le dita possono entrare in contatto o trasmettere batteri. La dermatofagia può essere considerata un disturbo "fratello" della tricofagia.

### Nel mondo animale
In erpetologia, la dermatofagia viene utilizzata per descrivere un comportamento degli anfibi e dei rettili volto a mangiare la pelle che perdono. Secondo gli studi effettuati sulla specie Herpele squalostoma, un anfibio appartenente alla classe dei gimnofioni, è stato notato che le madri nutrono i propri figli attraverso uno strato di pelle che sviluppano per l'occasione della nascita ricco di nutrienti, trasmettendo così anche batteri utili alla loro vita.

## Cause e disturbi correlati
La dermatofagia può nascere come un'azione conscia o inconscia che a lungo andare può sviluppare un'abitudine. Le persone affette possono sviluppare questa condizione in caso di ansia, tensione o noia. I sintomi posso peggiorare trovandosi in determinati contesti con alto livello di stress. La dermatofagia è correlata ad altri disturbi comportamentali ripetitivi quali la dermatillomania, l'onicofagia, la cheilofagia e la tricotillomania.

## Trattamento
Per trattare i problemi sorti dalla dermatofagia si può provare ad ammorbidire la pelle con acqua, eliminare le parti indesiderate, disinfettare la zona ed eventualmente mettere del ghiaccio una crema antibiotica. Nei casi lievi si possono utilizzare smalti e farsi una manicure, (metodo che si può utilizzare anche per l'onicofagia), mentre in casi gravi l'allenamento per l'inversione delle abitudini e le sue varianti, come il disaccoppiamento, sono raccomandati per i comportamenti ripetitivi incentrati sul corpo, inclusa la dermatofagia. Altre tecniche possono arrivare dalla psicoterapia cognitivo-comportamentale. Inoltre, è stato suggerito di ritardare l'impulso masticando una gomma o una cannuccia.
Non è raro però che chi è affetto dalla condizione venga informato dalle persone che sono vicine al momento dell'azione, come amici o famigliari, anche se questo modo può provocare alla persona affetta stati di vergogna, isolamento e depressione.

### Gestione nei bambini con disabilità
Non esiste una terapia nota per trattare efficacemente la dermatofagia in bambini affetti da disabilità, ma ci sono stati tentativi di impedire alle persone colpite di poter masticare la propria pelle. Un metodo, testato sui bambini con paralisi cerebrale noto come guanto protettivo per le mani (Protecting Little and Adolescent Hands), è risultato efficace e prevede il posizionamento di piccoli attacchi di plastica non invasivi attorno alle dita interessate. Queste staffe non ostacolano il movimento o il tatto e sono realizzate in plastica durevole non tossica in grado di resistere alla forza della masticazione. Attualmente questi guanti esistono solo in fase concettuale e prototipo, ma questo metodo di intervento potrebbe migliorare la qualità della vita delle persone con dermatofagia.